# Mramorovo pri Lužarjih
Mramorovo pri Lužarjih je naselje u slovenskoj Općini Bloki. Mramorovo pri Lužarjih se nalazi u pokrajini Notranjskoj i statističkoj regiji Notranjsko-kraškoj. 

## Stanovništvo
Prema popisu stanovništva iz 2002. godine naselje je imalo 0 stanovnika.